# Industry Foundation Classes
Industry Foundation Classes (IFC) — открытый стандарт для формата представления данных BIM (англ. Building Information Modeling), используется в САПР.
Формат файлов разработан buildingSMART (International Alliance for Interoperability, IAI) для упрощения взаимодействия в строительной промышленности.

## История
Формат. IFC изначально разработан International Alliance for Interoperability, созданным в 1995 году американскими и европейскими архитектурными, инженерными и конструкторскими фирмами, вместе с производителями программного обеспечения для обеспечения лучшего взаимодействия между программным обеспечением в отрасли. С 2005 года спецификация формата IFC разрабатывается и поддерживается buildingSMART International.
Компания Graphisoft, производитель систем автоматизированного проектирования и создатель пакета ArchiCAD, первой предоставила пользователям возможность экспортировать и импортировать файлы в формате IFC.

## Спецификации IFC/ifcXML
- IFC4x2 — Апрель 2019 (IfcBridge)
- IFC4x1 — Июнь 2018
- IFC4 Addendum 2 — Июль 2016
- IFC4 Addendum 1 — Июнь 2015
- IFC4 — Март 2013
- ifcXML2x3 — Июнь 2007
- IFC2x3 — Февраль 2006
- ifcXML2 для IFC2x2 Добавление 1 (RC2)
- IFC2x2 Добавление 1 — Июль 2004
- ifcXML2 для IFC2x2 (RC1)
- IFC 2x2
- IFC 2x Addendum 1
- ifcXML1 для IFC2x и IFC2x Добавление 1
- IFC 2x
- IFC 2.0
- IFC 1.5.1
- IFC 1.5

### Форматы файлов
Стандартом предусмотрены три формата файлов:
- IFC-SPF — текстовый файл формата STEP, файл с суффиксом .ifc, определённый в ISO 10303-21;
- IFC-XML — текстовый файл формата XML, файл с суффиксом .ifcXML, определённый в ISO 10303-28, иногда встречается название STEP-XML;
- IFC-ZIP — архив формата ZIP, файл с суффиксом .ifcZIP, который может содержать .ifc (файл формата IFC-SPF) или .ifcXML (файл формата IFC-XML).

## Программное обеспечение, поддерживающее формат
- Graphisoft: ArchiCAD поддерживает IFC 1.51, IFC 2.00, IFC 2x, IFC 2x2, IFC 2x3 начиная с ArchiCAD 7.
- Tekla: Tekla Structures поддерживает IFC 2x2 и IFC 2x3
- Nemetschek: VectorWorks поддерживает IFC 2x3 при помощи VectorWorks IFC v.2x3 plug-in
- Nemetschek: Allplan поддерживает IFC 2x3, 2x4, IFC XML 2x3
- Nemetscheck: SCIA поддерживает IFC2x3
- Autodesk: Revit поддерживает IFC4, IFC2x3, IFC2x2 и IFC2x[3]
- Autodesk: Autocad поддерживает IFC 2x2 и IFC 2x3
- OpenBim The Open toolbox for Bim поддерживает IFC 2x3
- Trimble: SketchUp Pro поддерживает IFC 2x3
- FreeCAD: Пакет трехмерного проектирования с открытыми исходными кодами с архитектурным модулем на базе ядра OpenCASCADE.
- Renga Software: Renga поддерживают IFC 2x3 и IFC4[4][неавторитетный источник]
- Open Design Alliance: Open Design Alliance, ODA IFC SDK поддерживает работу с IFC2x3, IFC4, IFC4x2.
- NanoCAD https://www.nanocad.ru поддерживает работу с IFC2x3, IFC4, IFC4x2.